# Ариарат VI
Ариарат VI Эпифан Филопатор (др.-греч. Ἀριαράθης Ἐπιφανής Φιλοπάτωρ) — правитель Каппадокии в 130—116 годах до н. э. или в 126—111 годах до н. э., младший сын Ариарата V и Нисы Каппадокийской.

## Биография
Царствовавший около 14 лет Ариарат VI на момент вступления на престол был ребёнком, поэтому реальная власть сначала принадлежала его матери Нисе. Считается, что та отравила пятерых его братьев, но малолетний Ариарат был спасён лояльными династии людьми, убившими Нису. Эти события стали хорошим поводом для правителя Понта Митридата V Эвергета, дяди Ариарата по матери, попытаться установить контроль над Каппадокией. Для этого он выдал замуж за Ариарата его двоюродную сестру по матери и свою первую дочь Лаодику, которая родила каппадокийскому царю троих детей: дочь и двух сыновей, в том числе Ариарата VII.
Тем не менее, этого оказалось недостаточно, чтобы подчинить Каппадокию Понту. Поэтому Митридат VI, сын Митридата V, организовал убийство Ариарата VI с помощью каппадокийского вельможи Гордия. После его смерти управление государством на время перешло к его вдове, а затем к правителю Вифинии Никомеду III, женившемуся на Лаодике. Никомед III был вскоре изгнан Митридатом VI, который возвёл на каппадокийский трон Ариарата VII.